# Semau
Semau è un'isola Indonesiana dell'arcipelago delle Piccole Isole della Sonda.

## Geografia
Semau si trova di fronte alla punta occidentale dell'isola di Timor, dalla quale è separata dall'omonimo stretto. Dall'altro lato sta la baia di Kupang, ove a circa venti miglia marine di distanza vi è la capitale Kupang. Il tragitto da quest'ultima in motoscafo dura circa 30 minuti. A nord-ovest di Semau v è il mar di Sawu, a sud lo stretto di Roti divide l'isola di Semau da quella di Roti; più a sud ancora vi è il mar di Timor.
Davanti alla costa orientale si trova la piccola isola di Kambang ed a sud-ovest quella di Tabui.
Semau appartiene al distretto di Kuoang, nella provincia di Nusa Tenggara Orientale, che prende il nome dalla parte più orientale delle Piccole Isole della Sonda.

## Popolazione
A Semau vivono fra gli altri molti rotinesi, cioè una popolazione proveniente dalla vicina isola Roti, che durante il periodo coloniale olandese si stabilirono quivi. La maggioranza della popolazione sono però Helong, una stirpe che vive anche nella zona costiera occidentale dell'isola di Timor.

## Fauna
Semau appartiene alla zona della linea di Wallace. Quindi fauna e flora dell'isola fanno parte della zona biogeografia di transizione faunistica e floreale posta fra Asia Australia e per questo si possono trovare esemplari dei due regni provenienti sia dall'Asia che dall'Australia. Alfred Russel Wallace, il naturalista dal quale prende nome la zona di transizione, visse nel 1859 quattro giorni nella città di Ui-Assa (od Oeassa) in Semau, durante il suo viaggio attraverso l'arcipelago malese.
Semau è un'importante area ornitologica.
Vistosi rappresentanti della fauna di Semau sono, fra gli altri, il cacatua cresta gialla (Cacatua sulphurea),  il piccione verde di Timor (Treron psittaceus), la padda di Timor, il pitone acquatico di Timor ed il varano di Timor. Sono inoltre presenti numerose sottospecie di pipistrelli:
- Dobsonia peroni peroni, sottospecie di "Pipistrello della frutta dal dorso nudo occidentale"
- Pteropus griseus griseus, sottospecie di "Volpe volante grigia"
- Rhinolophus creaghi pilosus, sottospecie di "Pipistrello ferro di cavallo di Creagh"
- Rhinolophus keyensis amiri, sottospecie di "Pipistrello ferro di cavallo insulare"
- Macroglossus minimus lagohilus, sottospecie di "Pipistrello della frutta dalla lingua lunga minore"
- Rousettus amplexicaudatus, sottospecie di "Rossetto di Geoffroy"